# Salosaari (ö i Södra Savolax, S:t Michel, lat 61,79, long 27,47)
Salosaari är en ö i Finland. Den ligger i sjön Hanhijärvi och i kommunen Sankt Michel i den ekonomiska regionen  S:t Michel och landskapet Södra Savolax, i den södra delen av landet, 220 km nordost om huvudstaden Helsingfors. Öns area är 78,2 hektar och dess största längd är 1,9 kilometer i nord-sydlig riktning.